# Live It Out
Live It Out è il secondo album in studio del gruppo musicale canadese Metric, pubblicato il 27 settembre 2005.

## Tracce
1. Empty – 6:00
2. Glass Ceiling – 3:59
3. Handshakes – 3:07
4. Too Little, Too Late – 4:24
5. Poster of a Girl – 4:47
6. Monster Hospital – 3:32
7. Patriarch on a Vespa – 4:36
8. The Police and the Private – 3:45
9. Ending Start – 3:21
10. Live It Out – 3:40

## Formazione
- Emily Haines – voce, chitarra elettrica, sintetizzatore
- James Shaw – chitarra elettrica, theremin
- Josh Winstead – basso
- Joules Scott-Key – batteria, percussioni

## Singoli
- Monster Hospital
- Poster of a Girl
- Handshakes
- Empty